# چشم‌انداز سن از ارژانتوی

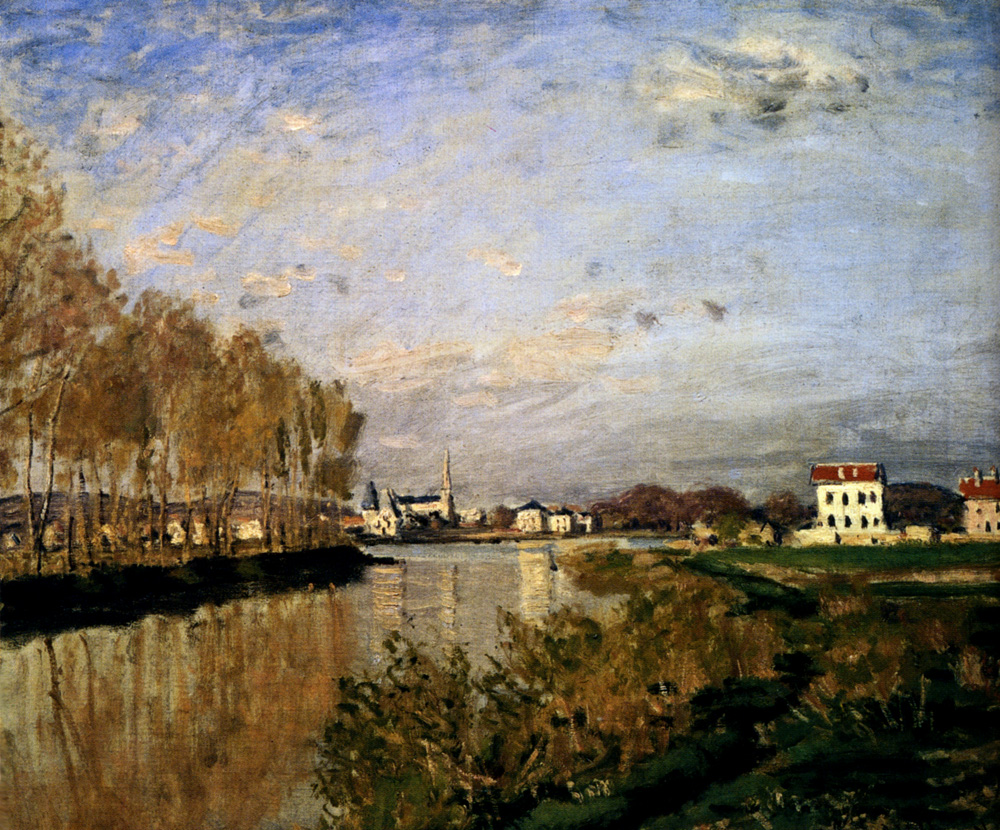
کلود مونه - سن در ارژانتوی ۱۸۷۳

چشم‌انداز سن از ارژانتوی (انگلیسی: The Seine at Argenteuil) که گاهی تحت عنوان سن در ارژانتوی هم نامیده می‌شود، نقاشی رنگ روغن بر روی بوم کرباس از نقاش فرانسوی کلود مونه است که در سال ۱۸۷۳ خلق شد.